# 加纳自治领
加纳自治领（英語：Dominion of Ghana），（1957年—1960年）是加纳共和国的前身，第二次世界大战结束以来西非第一个独立国家。